# Zalujjea, Rohatîn
Zalujjea (în ucraineană Залужжя) este un sat în comuna Verbîlivți din raionul Rohatîn, regiunea Ivano-Frankivsk, Ucraina.

## Demografie
Componența lingvistică a localității Zalujjea
     Ucraineană (99,8%)
     Alte limbi (0,1%)
Conform recensământului din 2001, majoritatea populației localității Zalujjea era vorbitoare de ucraineană (99,8%), existând în minoritate și vorbitori de alte limbi.